# She Drove Me to Daytime Television/Bullet Theory
She Drove Me to Daytime Television/Bullet Theory è un doppio singolo dei Funeral for a Friend, pubblicato il 6 ottobre 2003 come secondo estratto da Casually Dressed & Deep in Conversation, primo album della band, uscito lo stesso anno. Ha raggiunto la 20ª posizione nella Official Singles Chart, dove è rimaso per due settimane. Le due canzoni figurano anche in Spilling Blood in 8 mm (2004), Final Hours at Hammersmith (2006) e Casually Dressed & Deep in Conversation: Live and in Full at Shepherds Bush Empire (2012); She Drove Me to Daytime Television era inizialmente inclusa nell'EP Four Ways to Scream Your Name e compare poi in Your History Is Mine: 2002-2009 (2009), mentre Bullet Theory è presente in Live from the Roundhouse (2013) e nello split con i Moments in Grace Bullet Theory/My Dying Day (2004). She Drove Me to Daytime Television è tuttora una delle canzoni più suonate live dalla band.

## Critica
Le due canzoni hanno ricevuto positive critiche; Bullet Theory è stata paragonata in quanto al sound agli AFI di Sing the Sorrow ed anche ai Coalesce.

## Video
Il video per She Drove Me to Daytime Television mostra la band che suona la canzone in un locale buio, dove è illuminato solo il palco in cui si sta esibendo il gruppo; la visuale cambia spesso e assume numerose prospettive, inquadrando i cinque musicisti di fronte, da dietro, dall'alto ed anche da sotto il palco. Occasionalmente la telecamera "entra" nei corpi dei membri della band attraverso dei raggi x che ne inquadrano le ossa.
Il video per Bullet Theory presenta nuovamente i personaggi col volto coperto da un drappo bianco come protagonisti. La storia è ambientata su una spiaggia; uno di questi uomini sta scavando una buca. Presto si scopre che lo fa sotto costrizione, perché un altro personaggio velato lo tiene sotto tiro con una "pistola" (in realtà simulata usando le dita della mano e presa per vera nella finzione del video). Di lì a poco una terza figura velata arriva di soppiatto e coglie alle spalle il secondo, costringendo anche lui a scavare. Quando finalmente i due hanno terminato di scavare la buca, ne estraggono una valigetta rossa (una valigetta simile ricorrerà nel video di You Want Romance?, ma con un diverso contenuto), e prendendola, il terzo uccide i due scavatori con la "pistola". All'improvviso dalla sabbia sbuca un quarto uomo velato, che spara al terzo uccidendolo e si impossessa della valigetta. Quando la apre, si scopre che all'interno vi è una maschera bianca (la stessa che viene poi bruciata nel video You Want Romance?). Il personaggio si libera del velo bianco e la indossa. Il velo bianco si libra in aria, sospinto dal vento.

## Tracce
CD - She Drove Me to Daytime Television
1. She Drove Me to Daytime Television – 3:35
2. Bullet Theory – 3:52
3. The System (Cover dai Far; live at Radio One Station) – 2:05
4. She Drove Me to Daytime Television (Video) – 3:35

CD - Bullet Theory
1. Bullet Theory – 3:52
2. She Drove Me to Daytime Television (Live at BBC Wales) – 3:31
3. Juneau (Live at BBC Wales) – 3:48
4. Bullet Theory (Video) – 4:00

Vinile
1. She Drove Me to Daytime Television – 3:35
2. Bullet Theory – 3:52

## Artwork
La copertina per il CD di She Drove Me to Daytime Television presenta l'uomo mascherato seduto su una sdraia sulla spiaggia (presumibilmente la stessa del video di Bullet Theory); in secondo piano il mare, con un tronco d'albero divelto sulla spiaggia. La copertina per il CD di Bullet Theory invece presenta nuovamente l'uomo mascherato, ma in piedi senza sdraia, e l'immagine è più chiara che la precedente. Entrambe le immagini sono prese dal video di Bullet Theory.

## Formazione

### Band
- Matthew Davies-Kreye - voce
- Kris Coombs-Roberts - chitarra
- Darran Smith - chitarra
- Ryan Richards - batteria
- Gareth Davies - basso

### Altro personale
- Colin Richardson - produzione, mixaggio e ingegneria
- Matt Hyde - ingegneria
- Will Bartle - ingegneria
- Richard Woodcraft - ingegneria
- Howie Weinberg - Masterizzazione presso Masterdisc